# Autographa bartholomaeii
Autographa bartholomaeii är en fjärilsart som beskrevs av Ménétriés 1859. Autographa bartholomaeii ingår i släktet Autographa och familjen nattflyn. Inga underarter finns listade i Catalogue of Life.